# Bo (ethnie)
Pour les articles homonymes, voir Bo.
L'ethnie Bo du Sud-Ouest de la Chine, est connue pour ses cercueils perchés sur des falaises.
Cette minorité a été battue par les Hans lors d'une bataille dont on estime généralement que très peu réchappèrent. 
Une recherche génétique et archéologique pour atteindre les cercueils perchés et en faire l'étude fut entamée. Les archéologues ont récemment atteint plusieurs cercueils Bo situés dans une cavité rocheuse et ont analysé les restes humains qui s'y trouvaient. Entre autres examens, ils ont fait pratiquer une analyse de l'ADN qui démontre de façon quasi certaine qu'au moins une minorité ethnique vivant actuellement dans cette région descendrait directement des Bo.